# Agnieszka Niedźwiedź
Agnieszka Niedźwiedź (Katowice, 27 de febrero de 1995) es una artista marcial mixta polaca que compitió en la división de peso mosca de la Invicta Fighting Championships. Luchó para organizaciones como MMA Attack, Cage Warriors y Fighters Arena. En 2017, año de su último combate, ocupaba el puesto número 2 del mundo en la categoría de peso mosca femenino.

## Primeros años
Fue a clases de judo a los siete años. Siguió entrenando durante diez años, adquiriendo experiencia en competición, hasta que su hermano la convenció para que probara el jiu-jitsu brasileño. Después de solo dos o tres clases, a Niedźwiedź le ofrecieron un combate de MMA. Su siguiente combate, un mes después, daría comienzo a su carrera en las MMA.

## Carrera
Comenzó su carrera profesional en las MMA en octubre de 2012 en su Polonia natal. Durante el año y medio siguiente, acumuló un récord de 7 victorias y ninguna derrota antes de unirse a Invicta FC.
Debutó en Estados Unidos en Invicta FC 18: Grasso vs. Esquibel contra Christine Stanley y ganó por decisión unánime. Después luchó contra la brasileña Vanessa Porto en Invicta FC 23: Porto vs. Niedźwiedź y volvió a ganar por decisión unánime.
El 8 de diciembre de 2017, se enfrentó a Jennifer Maia por el título de peso mosca de Invicta FC. Perdió el combate por decisión unánime.
Le ofrecieron una plaza en The Ultimate Fighter (TUF), pero la rechazó, alegando su aprecio por el alto nivel de habilidad en Invicta FC y su reticencia a separarse de su hijo pequeño.

## Récord en artes marciales mixtas
| Resultado | Récord | Oponente           | Método                    | Evento                                     | Fecha                   | Ronda | Tiempo | Localización |
| --------- | ------ | ------------------ | ------------------------- | ------------------------------------------ | ----------------------- | ----- | ------ | ------------ |
| Derrota   | 10–1   | Jennifer Maia      | Decisión (unánime)        | Invicta FC 26: Maia vs. Niedźwiedź         | 8 de diciembre de 2017  | 5     | 5:00   | Kansas City  |
| Victoria  | 10–0   | Vanessa Porto      | Decisión (unánime)        | Invicta FC 23: Porto vs. Niedźwiedź        | 20 de mayo de 2017      | 3     | 5:00   | Kansas City  |
| Victoria  | 9–0    | Samara Santos      | TKO (golpes)              | Ladies Fight Night 4: Fortuna Dies Natalis | 16 de diciembre de 2016 | 3     | 3:10   | Karpacz      |
| Victoria  | 8–0    | Christine Stanley  | Decisión (unánime)        | Invicta FC 18: Grasso vs. Esquibel         | 29 de julio de 2016     | 3     | 5:00   | Kansas City  |
| Victoria  | 7–0    | Julija Stoliarenko | TKO (codos)               | Fighters Arena 9                           | 8 de junio de 2014      | 3     | 2:51   | Józefów      |
| Victoria  | 6–0    | Gemma Hewitt       | Sumisión (triangle choke) | Cage Warriors 67                           | 12 de abril de 2014     | 1     | 3:59   | Swansea      |
| Victoria  | 5–0    | Kerry Hughes       | Decisión (unánime)        | Cage Warriors 62                           | 7 de diciembre de 2013  | 3     | 5:00   | Newcastle    |
| Victoria  | 4–0    | Iren Racz          | Sumisión (armbar)         | Immortals Fight Promotions 1               | 31 de agosto de 2013    | 1     | 3:47   | Aberdeen     |
| Victoria  | 3–0    | Klaudia Apenit     | TKO (golpes)              | MMA Attack 3                               | 27 de abril de 2013     | 2     | 4:03   | Katowice     |
| Victoria  | 2–0    | Joanna Ogrodnik    | TKO (golpes)              | MMA Coloseum 12: The City of Kings         | 30 de noviembre de 2012 | 2     | 1:02   | Cracovia     |
| Victoria  | 1–0    | Agnieszka Sobczyk  | TKO (corner stoppage)     | MMA Coloseum 11: Return of the King        | 26 de octubre de 2012   | 1     | 3:24   | Jasło        |